# Poiana (gmina Criștioru de Jos)
Poiana – wieś w Rumunii, w okręgu Bihor, w gminie Criștioru de Jos. W 2011 roku liczyła 489 mieszkańców.